# Market Place

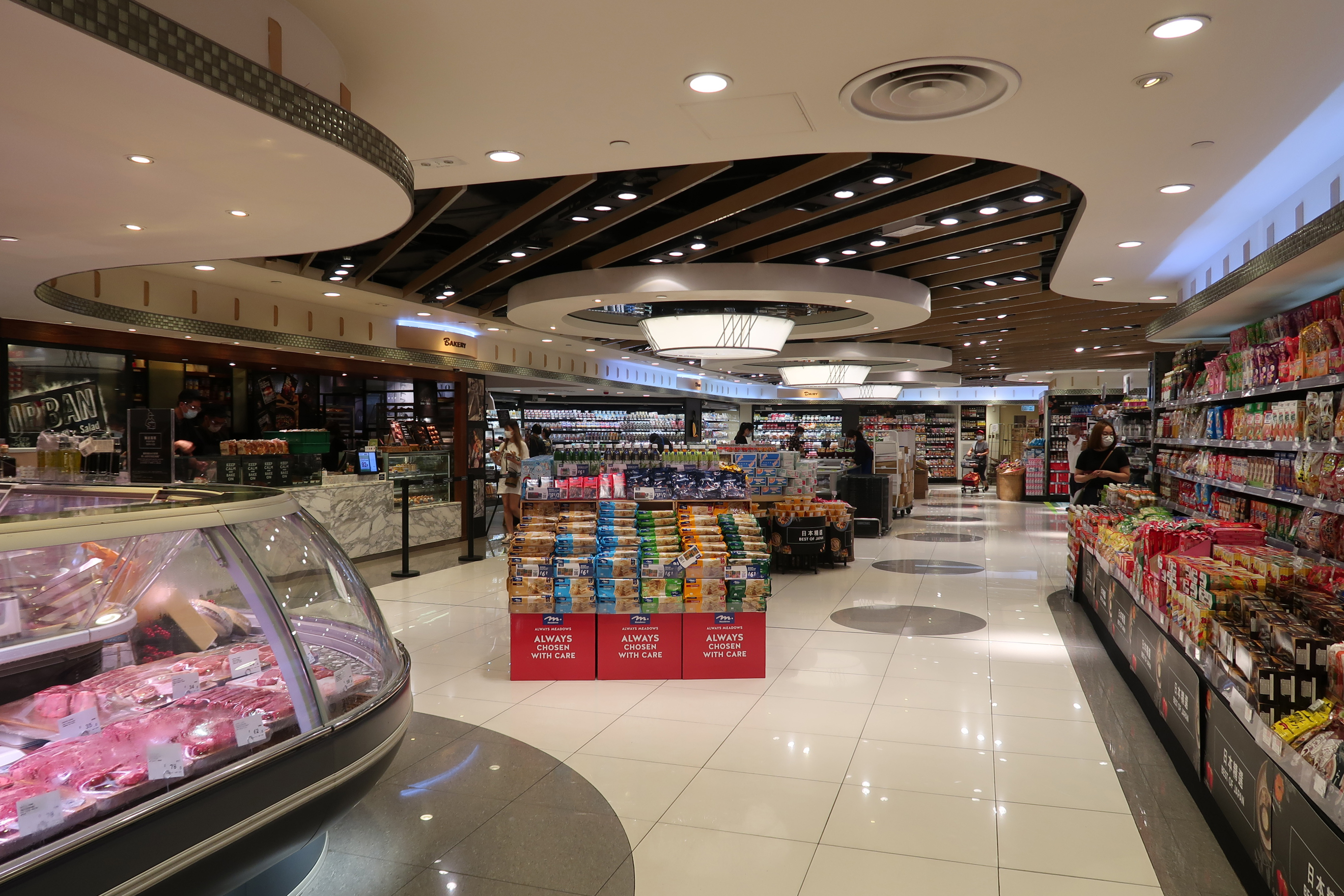
超級市場內貌

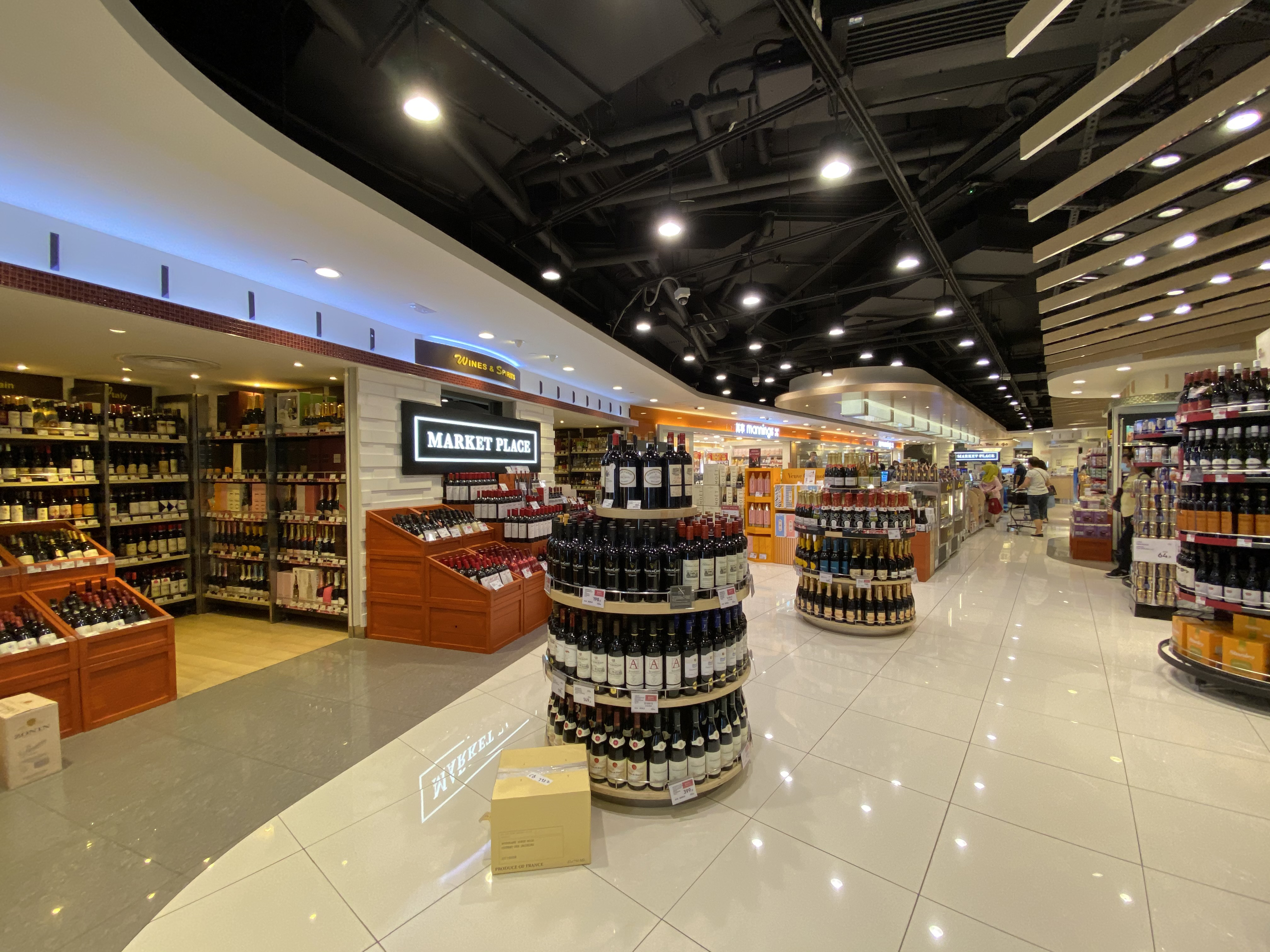
超級市場酒櫃

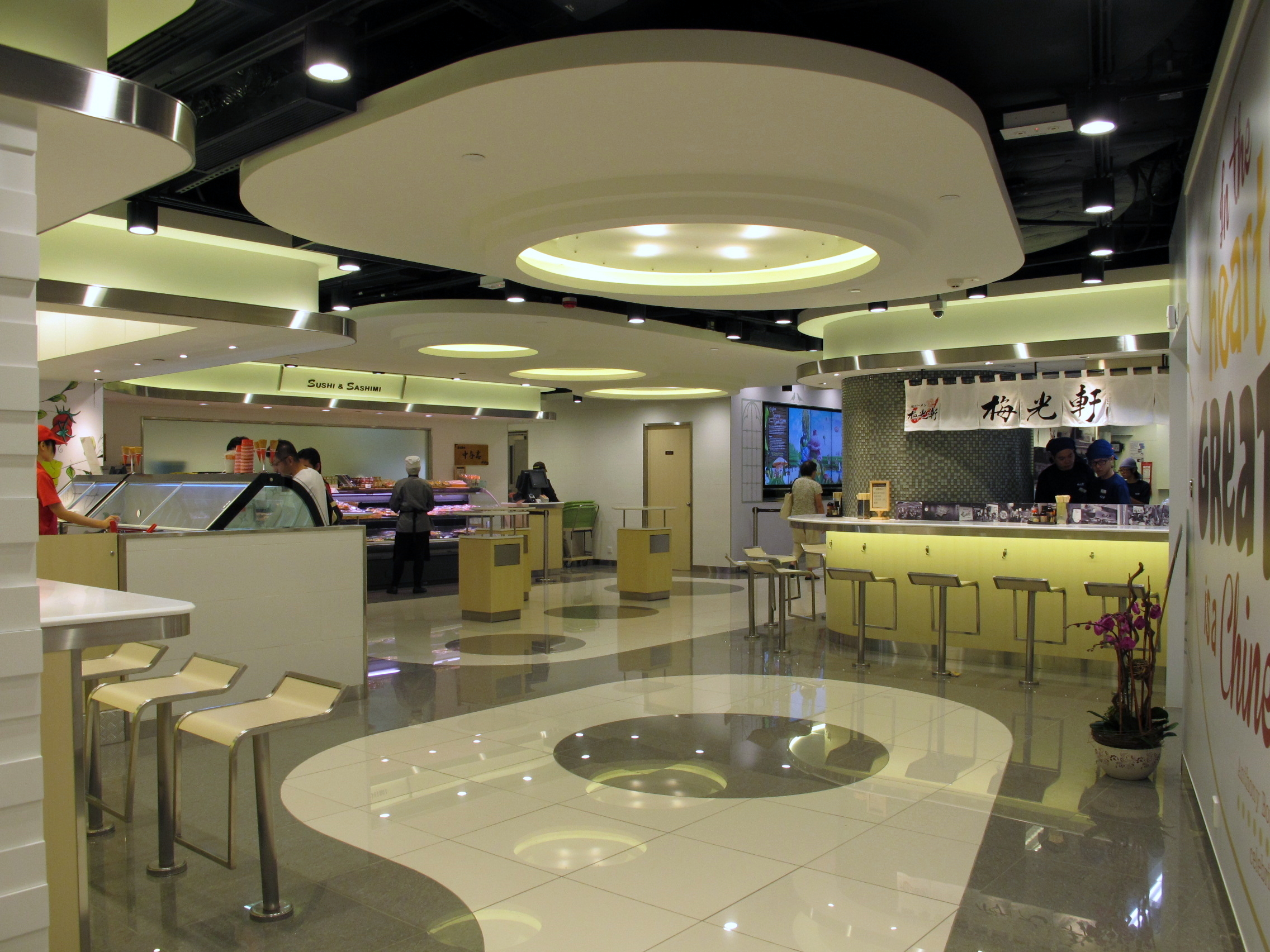
餐飲專區

## 歷史
Market Place首店前身為Jasons Food & Living，為牛奶公司旗下，屬結合美食與型格品味的概念精品超級市場，於2012年8月10日開業，位於銅鑼灣希慎廣場B2層，佔地超過23,000呎。主要對象是上層階級的消費者，主要售賣全球口味的產品。其主要對手有Gourmet、Great及c!ty'super等。 2020年，此品牌被廢止，分店改為Market Place。其後，部分惠康、Market Place by Jasons及Jasons Ichiba翻新後改裝成Market Place超市。

### Jasons Food & Living
超市的部份提供新鮮美食、佳釀、廚房用品及生活精品，並引進不同的國際品牌，包括：TrueBlue純天然果汁、北海道若狹家本舖（Wakasaya Honpo）零食、獲英國皇家認證的朱古力品牌Charbonnel & Walker，以及一系列餐酒。
除了超市外，亦設有萬寧及餐飲專區，包括北海道旭川拉麵名店「梅光軒」、中與志壽司、XTC Gelato、美心旗下之星巴克及售賣歐洲麵包及甜點的Urban Cake.Bread.Salad、法國殿堂級甜品店FAUCHON。為增添市民購物樂趣，店內亦設有主題互動電影屏幕，以感應系統捕捉市民動作。若市民成功完成遊戲，便可利用智能手機掃描屏幕顯示的標籤碼，免費獲取電子優惠券。

## 口號
- 「當味覺，遇上形格品味」

## 分店
目前在香港設有12間分店：
- 銅鑼灣希慎廣場地庫，於2012年8月10日開幕，於2020年改為Market Place，再於2022年8月結業。

## 外部連結
- Market Place （页面存档备份，存于）